# Chiasmocleis papachibe
Espèce
Chiasmocleis papachibe est une espèce d'amphibiens de la famille des Microhylidae.

## Répartition
Cette espèce est endémique de la municipalité de Paragominas dans l’État du Pará au Brésil.

## Description
Le spécimen mâle observé lors de la description originale mesure 24,8 mm et les 2 spécimens femelles observés lors de la description originale mesurent entre 28,8 mm et 32,6 mm.

## Étymologie
Le nom spécifique papachibe vient de Papa-Chibé, celui qui mange du Chibé, un mets traditionnel, à base de manioc macéré dans l'eau. Le terme Papa-Chibé est utilisé familièrement pour désigner ceux qui sont natifs de l’État du Pará.

## Publication originale
- Peloso, Sturaro, Forlani, Gaucher, Motta & Wheeler, 2014 : Phylogeny, taxonomic revision, and character evolution of the genera Chiasmocleis and Syncope (Anura, Microhylidae) in Amazonia, with descriptions of three new species. Bulletin of the American Museum of Natural History, no 136, p. 1–96 (texte intégral).